# Manganato di bario
Il manganato di bario è un composto inorganico del manganese e del bario con formula BaMnO4. È usato come ossidante in chimica organica. Appartiene a una classe di composti noti come manganati in cui il manganese risiede in uno stato di ossidazione +6. Il manganese non deve essere confuso con il permanganato che contiene manganese(VII).

## Proprietà
Lo ione manganato(VI) è uno ione {\displaystyle d^{1}} ed è tetraedrico con angoli di legame di circa 109,5°. Le lunghezze del legame {\displaystyle {\ce {Mn-O}}} nel manganato di bario  e nel manganato di potassio sono identiche e pari a 1,66 Å. In confronto, la lunghezza del legame {\displaystyle {\ce {Mn-O}}} nel manganato è più lungo di quello del permanganato di 1,56 Å e più corto del legame {\displaystyle {\ce {Mn-O}}} trovato nel diossido di manganese, 1,89 Å. Il manganato di bario è isomorfo col cromato di bario (BaCrO4) e il solfato di bario (BaSO4). Il manganato di bario può apparire come cristalli di colore blu scuro o da verde a nero. Il manganato di bario è indefinitamente stabile, attivo e può essere conservato per mesi in condizioni asciutte.

## Preparazione
Il manganato di bario può essere preparato dal manganato di potassio e dal cloruro di bario mediante metatesi del sale per dare manganato di bario insolubile:
{\displaystyle {\ce {BaCl2\ +\ K2MnO4->2KCl\ +\ BaMnO4\downarrow }}}

## Usi

### Nella sintesi organica
Il manganato di bario ossida in modo efficiente e selettivo un certo numero di gruppi funzionali: da alcoli a carbonili, da dioli a lattoni, da tioli a disolfuri, da ammine aromatiche a azocomposti, da idrochinone a p-benzochinone, da benzilammina a benzaldeide, e così via. Non ossida idrocarburi saturi, alcheni, chetoni insaturi e ammine terziarie. Il manganato di bario è un sostituto comune del diossido di manganese perché più facile da preparare e reagisce in modo più efficiente.

### Nella pittura
Un altro uso del manganato di bario era come pigmento per rendere il colore usato dagli artisti blu manganese. Non è più utilizzato a tale scopo: i produttori di vernici ora fabbricano la tonalità blu manganese sinteticamente.